# HD 140283
HD 140283 (hay còn được gọi là sao Methuselah) là một ngôi sao gần mức khổng lồ nghèo kim loại nằm cách Trái Đất khoảng 190 năm ánh sáng (58 pc) trong chòm sao Thiên Bình, gần chòm sao Xà Phu. Cấp sao biểu kiến của nó là 7,205. Nó là một trong những ngôi sao lâu đời nhất được biết đến. Ánh sáng của ngôi sao này hơi bị dịch chuyển xanh vì nó đang di chuyển về phía Trái Đất. Một phân tích quang phổ ban đầu của Joseph W. Chamberlain và Lawrence Aller cho thấy nó có hàm lượng kim loại thấp hơn đáng kể so với Mặt Trời. Các phân tích quang phổ hiện đại tìm thấy hàm lượng sắt thấp hơn khoảng 250 lần so với Mặt Trời. Nó là một trong những ngôi sao nghèo kim loại (quần thể II) gần Trái Đất nhất.
Ngôi sao này hình thành ngay sau Vụ nổ Big Bang và được xem là ngôi sao hình thành trước cả vũ trụ.

## Lịch sử quan sát
Ngôi sao này được biết đến vào năm 1912 khi Walter Sydney Adams đã đo trắc lượng học thiên thể của nó bằng máy quang phổ trong Đài thiên văn Núi Wilson.

## Đặc điểm
Do HD 140283 không nằm trong dãy chính cũng không phải sao khổng lồ đỏ, nên vị trí ban đầu của nó trong biểu đồ Hertzsprung-Russell đã được giải thích bằng dữ liệu và mô hình lý thuyết về sự tiến hóa của sao dựa trên cơ học lượng tử và quan sát các quá trình của hàng triệu ngôi sao để suy luận.
HD 140283 có cấp sao biểu kiến là 7,205, và được biết đến là một ngôi sao gần mức khổng lồ tốc độ cao (khoảng 800000 mph hay 1,3 triệu km/h) trong hơn một thế kỷ qua. Ngôi sao này chủ yếu bao gồm hydro và heli, cực kỳ nghèo kim loại. Một phân tích quang phổ ban đầu của Joseph W. Chamberlain và Lawrence Aller cho thấy nó có hàm lượng kim loại thấp hơn đáng kể so với Mặt trời. Các phân tích quang phổ hiện đại cho thấy hệ số hàm lượng sắt của HD 140283 thấp hơn 250 so với Mặt Trời. Mặc dù rất thấp nhưng độ kim loại của HD 140283 đã cho thấy nó không thuộc những sao không kim loại (thuộc quần thể III, những ngôi sao đầu tiên được cho là sinh ra vài trăm triệu năm sau vụ nổ Big Bang, và chúng chết trong các vụ nổ siêu tân tinh chỉ sau vài triệu năm).
Vào năm 2013, bằng cách sử dụng giao thoa kế của Kính viễn vọng không gian Hubble để đo thị sai chính xác của ngôi sao, nhà thiên văn học Howard Bond và nhóm nghiên cứu của ông đã tính toán được độ tuổi của ngôi sao này là khoảng 14,46 ± 0,8 tỷ năm tuổi. Do giá trị không xác định, độ tuổi này có thể hoặc không mâu thuẫn với độ tuổi vũ trụ được xác định bởi vệ tinh Planck vào năm 2015 là 13,799 ± 0,021 tỷ năm. Tuy nhiên, các mô hình gần đây hơn về sự tiến hóa sao của nó đã gợi ý sửa đổi tuổi của ngôi sao thành 13,7 tỷ năm hoặc 12 tỷ năm.